# Верблюд (полупрам)
«Верблюд» — полупрам Балтийского флота Российской империи, участник русско-шведской войны 1788—1790 годов, погибший во втором Роченсальмском сражении.

## Описание судна
Деревянный парусно-гребной полупрам, переоборудованный из торгового судна.

## История службы
Полупрам «Верблюд» был переоборудован из торгового судна и после спуска на воду в 1790 году вошёл в состав Балтийского флота России. Сведений о кораблестроителях, строивших судно, не сохранилось.
Принимал участие в Русско-шведской войне 1788—1790 годов. В мае 1790 года вышел на Северный фарватер Кронштадта для защиты Сестрорецка. 16 (27) июня ушёл от Кронштадта к Биорке-зунду в составе эскадры Балтийского флота под командованием вице-адмирала принца Карла Генриха Нассау-Зигена. 21 июня (2 июля) и 22 июня (3 июля) принимал участие в сражении со шведской гребной эскадрой в Биорке-Зундском проливе, закончившемся победой русской эскадры, а затем в преследовании шведской эскадры. 27 июня (8 июля) 1790 года вместе с эскадрой подошёл к Роченсальму, на следующий день принял участие во втором Роченсальмском сражении, во время которого был уничтожен шведами.
В кампанию 1790 года полупрамом «Верблюд» командовал лейтенант Анфиноген Ильич Перхуров, взятый в плен во время второго Роченсальмского сражения.

### Комментарии
1. ↑  Сведений о размерах прамов, из вооружении, месте постройки и корабельных мастерах не сохранилось[1].
2. ↑  До назначения командиром прама ежегодно с 1786 года выходил в плавания в Балтийском море, служил на кораблях «Святослав» и «Дерись». После возвращения из плена в 1791 году командовал катером «Ястреб», транспортом № 6 и фрегатом «Назарет», а в 1809 году — эскадрой доставившей десантные войска под Анапу[2].